# 莫里斯汽車
莫里斯汽車（Morris Motors Limited）是英國的一家已不存在的汽車公司，設立於1919年，創業者是威廉·莫里斯。1926年，莫里斯汽車的汽車產量佔英國的42%。莫里斯汽車在1952年和其他汽車公司合併，但莫里斯品牌仍單獨存在至1984年。現在莫里斯汽車的商標由上汽集團所有。

## 外部連結
- Catalogue of the Morris Motors archives （页面存档备份，存于）, held at the Modern Records Centre, University of Warwick